# 伊西希河
50°22′3″N 11°41′29″E / 50.36750°N 11.69139°E

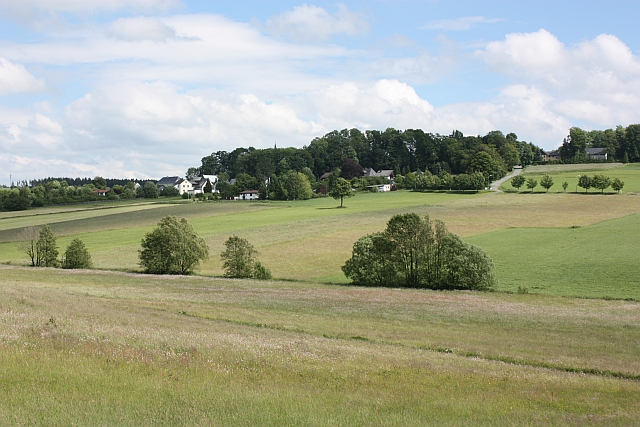

伊西希河（德語：Issig），是德國的河流，位於該國東南部，由巴伐利亞負責管轄，屬於塞爾比茨河的右支流，河道全長7.6公里，河畔城鎮有伊西高。